# فلاد دراجومير
فلاد دراجومير (بالرومانية: Vlad Dragomir)‏ (24 أبريل 1999 بتيميشوارا في رومانيا - ) هو لاعب كرة قدم روماني في مركز الوسط. لعب مع نادي أرسنال ونادي بيروجيا وبولي تيميشوارا ‏.

## وصلات خارجية
- فلاد دراجومير على موقع الاتحاد الأوربي (الإنجليزية)
- فلاد دراجومير على موقع قاعدة بيانات كرة القدم.إي يو (الإنجليزية)
- فلاد دراجومير على موقع Soccerway.com (الإنجليزية)
- فلاد دراجومير على موقع عالم كرة القدم.نت (الإنجليزية)